# Gotlib
Gotlib, pseudònim de Marcel Gotlieb, (París, 14 de juliol de 1934 — Yvelines, 4 de desembre de 2016) fou un editor, guionista i dibuixant de còmics francès. Mitjançant les seves obres i les revistes que ha cofundat, L' Écho des Savanes i Fluide Glacial, Gotlib ha esdevingut una de les figures claus en la transició dels còmics francesos des de les seves arrels d'entreteniment infantil cap a un lector adult. Entre les seves sèries trobam La Rubrique-à-Brac, Gai-Luron, Superdupont, i Hàmster Jovial. El seu estil combina l'absurd britànic, l'humor jueu-americà i l'erotisme francès amb una inclinació cap als moviments i efectes sonors exagerats.

## Biografia

### Joventut
Marcel Gotlieb va néixer a París en el si d'una família jueva. El seu pare, Ervin, d'origen romanès, era un pintor de cases i la seva mare, Regine, una modista d'ascendència hongaresa. El 1942, el seu pare va ser deportat i mort a Buchenwald després que el conserge del seu edifici fos obligat a ajudar la policia a trobar-lo. Aquesta escena provocà una impressió molt forta al jove Marcel. La seva mare el va enviar a una granja per amagar-se durant la resta de la II Guerra Mundial, on va ser maltractat.

### Vaillant i Pilote
Als 17 anys, va deixar l'escola per treballar per una agència farmacèutica mentre anava a classes d'art al vespre. Va aconseguir un treball de retolista a Òpera Mundi, un editor francès que va traduir i publicar tires estatunidenques. Després de complir el seu servei militar de 28 mesos, Gotlib es decidí per a fer de retolista i il·lustrador autònom. Els seus primers còmics foren acceptats per Vaillant, una revista infantil rebatejada més endavant com a Pif-Gadget. La seva sèrie de llarga durada a Vaillant Nanar, Jujube et Piette, fou rebatejada primer com Nanar et Jujube i llavors com Gai-Luron degut a la importància que adquirí el personatge secundari. Gai-Luron és un gos fortament influït per Droopy, personatge de Tex Avery, qui gairebé mai riu o mostra qualsevol emoció i és incorregiblement somnolent.
El 1965, Gotlib va entregar unes tires a la revista Pilote i va ser rebut amb els braços oberts pel seu influent cofundador i editor, René Goscinny. Junts varen crear Les Dingodossiers, una sèrie de conferències simulades de temes aleatoris que Goscinny va escriure i Gotlib va dibuixar. El 1967, Goscinny, qui treballava en diferents sèries alhora mentre editava la revista, va preguntar a Gotlib per continuar la sèrie ell sol. Gotlib en comptes d'això, en començà una de nova, Rubrique-à-brac, amb un format bastant similar als Dingodossiers però adquirint progressivament un to més adult i menys formal. Pàgines soltes d'ambdues sèries es publicaren més tard a l'àlbum Trucs-en-vrac.
Rubrique-à-Brac esdevingué un èxit pels lectors de Pilote i feu famós a Gotlib. Va introduir diversos trucs, com l'ús aleatori de gags (habitualment, surt Isaac Newton que reb un cop al cap per objectes aleatoris) i la presència d'un caràcter en miniatura, una marieta copiant l'acció per mímica, per dissimular l'absència d'escenaris, els quals Gotlib no volia dibuixar.
El 1971, Gotlib va deixar la sèrie Gai-Luron al seu col·laborador Henri Dufranne. Va participar en un programa radiofònic amb Goscinny, Fred i Gébé, i col·laborà amb el director de cinema Patrice Leconte, qui va fer un documental sobre ell el 1974.
Gotlib va crear un altre personatge per la revista mensual Rock & Folk, Hàmster Jovial. Hàmster Jovial és una paròdia de Baden-Powell, un boy scout passat de moda apassionat per la música pop i per tenir cura dels seus protegits, dos nois i una noia.

### L'Eco des savanesiFluide Glacial
El 1972, Gotlib va llançar la revista de còmics l'Eco des savanes amb Claire Bretécher i Nikita Mandryka. L'objectiu original era aconseguir un espai per aquelles històries inapropiades per la revista Pilote—que estava adreçada a lectors d'edat escolar. L'Eco des savanes fou un èxit comercial enorme. Així i tot, la manca completa de formació empresarial del trío va significar la fallida de la revista i es varen veure forçats a vendre-la a una editorial. Les contribucions de Gotlib a la revista van ser publicades en àlbums com Rhââ Lovely (anomenat així pel violador en sèrie de la pel·lícula Frenesí, d'Alfred Hitchcock) i Rha-Gnagna. Gotlib, Mandryka i Brétécher varen deixar de treballar per l'Eco des Savanes després de vendre-la.
Gotlib va concloure que hi havia un mercat creixent de còmic d'adult i decidí començar una nova publicació i amb un major grau de professionalització. Per fer aquest, va fitxar com a administrador a un amic de la infantesa, Jacques Diament, i a un altre veterà de Pilote, Alexis, per ajudar-lo amb la direcció creativa, i fundà Fluide Glacial i la companyia 'Audie'. Aquest nom prové d'un joc de paraules, l'acrònim de “Amusement, Umour, Derision, Ilarité Et toutes ces sortes de choses”. Fluide Glacial va llançar la carrera d'un nombre de dibuixants desconeguts o poc coneguts, la majoria dels quals foren influïts per Gotlib: Édika, Goossens, Binet, Thiriet, Dupuy & Berberian, Lelong. El belga André Franquin va contribuir amb la sèrie Idées Noires. Alexis va morir de càncer el 1977, deixant Gotlib i Diament al càrrec, encara que és considerat el “Director de consciència” de Fluide Glacial.
Gotlib va crear dos personatges a Fluide Glacial: Superdupont amb Jacques Lob i Pervers Pépère. Superdupont és la resposta altament patriòtica francesa als superherois estatunidencs. Vesteix una armilla i una boina i combat una organització secreta anomenada Anti-França. Gotlib majoritàriament va escriure o co-escriure els guions de Superdupont, així com s'encarregà de gairebé tots els dibuixos.
Pervers Pépère és un home vell i brut que va aparèixer a històries de format d'una sola pàgina. El contrast és que malgrat el seu aspecte, els seus esquemes i les seves bromes són infantils i no-sexuals.
Als anys vuitanta, Gotlib estava cada cop més centrat en Fluide Glacial — on també va escriure una columna — i gradualment es va retirar del dibuix. De totes maneres, ressuscità Gai-Luron el 1986 quan Audie tornà a publicar el seu catàleg per tal de promocionar-lo; va dibuixar prou històries noves per a fer un àlbum final, La Bataille Navale. A la sèrie antiga se li havia fet un nou gir d'adult i es fixà de forma surrealista en la naturalesa no sexual del personatge. A Gai-Luron el vestia amb uns calçotets protuberants mentre que no té genitals visibles quan va despullat.

### Darrers anys
L'any 1991, Gotlib va rebre el Gran Premi del Festival d'Angoulême, i com és tradició, va presidir el jurat del següent any. Al 1993, va escriure una autobiografia, J'existe, je em suis rencontré, enfocat en la seva joventut, i més endavant (2006) una de més minuciosa amb el periodista Gilles Verlant: Ma Vie-en-Vrac.
El 1995, després d'haver passat a un segon terme durant un parell d'anys, Diament i Gotlib varen vendre Fluide Glacial i Audie a l'editorial Flammarion i dimitiren dels seus càrrecs. Així i tot Gotlib va continuar la seva columna per algun temps. Fluide Glacial encara és rendible i ha sobreviscut a tots els seus competidors com Vaillant/Pif, Pilote i el Hara-Kiri stable.

## Estil gràfic
Les seves primeres sèries tenien un to molt humorístic. Cada història consistia en dues a quatre tires dibuixades en blanc i negre. Rubrique-à-Brac i Les Dingodossiers eren dossiers didàctics de tires curtes, dibuixats en blanc i negre. Amb aquestes històries va tractar un ample ventall de temes, estereotips i clixés de forma caricaturesca. Utilitzà la paròdia i la caricatura per descriure i fer molta befa de la vida diària. A Cinemastok i Gai-Luron, seguí la mateixa tècnica, tot i que aquesta sèrie va ser presentada de diferent manera.
Més tard, d'ençà de la seva sortida de Pilote el 1972, el seu estil va canviar molt, tant l'escenari com les il·lustracions. El darrer tom de Rubrique-à-Brac ja està marcat per aquesta evolució, però esdevingué més obvi amb les sèries publicades a L'Eco des Savannes i Fluide Glacial. Aquestes dues revistes de còmics varen ser creades per un públic exclusivament adult, i li va permetre expressar-se lliurement. Rhââ Lovely, Rhâ-Gnagna i Pervers Pépère són sèries exclusivament dedicades a la sàtira del sexe, encara que també podem trobar temàtica sexual a Hàmster Jovial.
La majoria de tires de Gotlib no tenen escenari al fons, amb una gran part de les vinyetes ocupades per diàlegs molt elaborats. També, la gran majoria de la seva obra era en blanc i negre originalment. El seu estil gràfic es va veure molt influït per revistes americanes i britàniques. En particular, el Dingodossiers i la sèrie R.A.B. va tenir com a model la revista americana Mad.

## Premis i reconeixements
- 1976: Millor obra còmica francesa al Festival de Còmic d'Angulema per Gai-Luron
- 1991: Gran Premi d'Angoulême
- 2007: Gran Premi Sant-Michel, Brussel·les, Bèlgica[2]
- Nominat pel Premi de la Premsa de Saint-Michel Sant per Gotlib 1: Ma vie en vrac[3]

L'asteroide 184878 Gotlib reb el seu nom en honor de l'artista.